# Barkácsolás (vadászat)
A barkácsolás a vadásznyelvben a lovasfogattal való cserkészést jelenti. Ezt az egyéni vadászati módot rendszerint síkvidéken használják, ahol a megfelelő takarás hiányában a vad a vadászt egyébként nem várná be. A barkácsolás különleges élményt jelent a vadász számára a vadnak a kocsikázás közben való megfigyelése és megközelítése révén. Továbbá a mozgásukban korlátozott, egyébként gyalogosan cserkészni nem képes vadászok számára is megadja a cserkelő vadászat lehetőségét.